# Дом де Бо
Де Бо (де Бальц, дель Бальцо, Боссаны, фр. des Baux, de Balz, итал. del Balzo, лат. de Baucio) — феодальная династия средневекового Прованса и одна из его самых знаменитых семей, «орлиной породы, никогда не вассалы», по выражению Фредерика Мистраля. В XI—XV веках были одним из наиболее могущественных местных родов, в XII веке оспаривали у графов Барселоны власть над Провансом. Участвовали в анжуйском завоевании Южной Италии и Сицилии, и в дальнейшем занимали высокое положение в Неаполитанском королевстве в период правления Анжуйской и Арагонской династий.

## Происхождение
Согласно легендам, семья де Бо (де Бальц) происходит от Бальтазара, одного из трех волхвов, либо от знаменитого вестготского рода Балтов. По мнению историков, происхождение этого имени значительно скромнее, и восходит к окситанскому слову li Baou («скальный откос»), так как именно на вершине одной из скал Альпилльской гряды это семейство и построило свой замок.
Установление генеалогии предков дома де Бо столь же затруднительно, как и у большинства современных им династий. Существует несколько предположительных реконструкций, которые, из-за отсутствия документальных подтверждений, остаются не более чем гипотезами.
Некий граф Лейбульф, сеньор земель Аржанса на правом берегу нижней Роны, был первым Бальцем, имя которого упоминают древние хронисты. Он жил в IX веке, но имел ли он на самом деле отношение к дому де Бо, неизвестно.
Первым известным предком считается Понс Древний, владевший в X веке землями в регионах Арля и Бокера. Его сыновьями были Изон и Гумберт, епископ Вазона между 970 и 996. Сыном Изона считают Понса (II), упомянутого в хартии 953 как владельца замка Портадольса, на территории современного Арля. Начиная с Понса Юного, по-видимому, сына Понса (II), генеалогия дома де Бо вполне подтверждена документами. Этот сеньор был первым владельцем замка Ле-Бо, впервые упомянутого в хартии 981 под латинским названием Balcius. Сын Понса Гуго первым стал именоваться де Бо.

## История
К концу X века семья де Бо уже была весьма могущественной, и она сумела извлечь выгоду из той анархии, что наступила в Бургундском королевстве в правление Родульфа III. Именно в этот период в Провансе началось массовое строительство замков и происходила узурпация властных полномочий влиятельными землевладельцами.
Создать собственное графство, наподобие образовавшихся в это время Савойи или Дофине, сеньоры де Бо не могли. Соперничать с Гильомом Освободителем и его потомками, а также с архиепископами Арля им было не под силу, но выгодное расположение замка Ле-Бо позволяло контролировать угол, образуемый слиянием Роны и Дюранса, а Тренкетай занимал выгодную позицию у самых ворот Арля и давал доступ в дельту Роны.

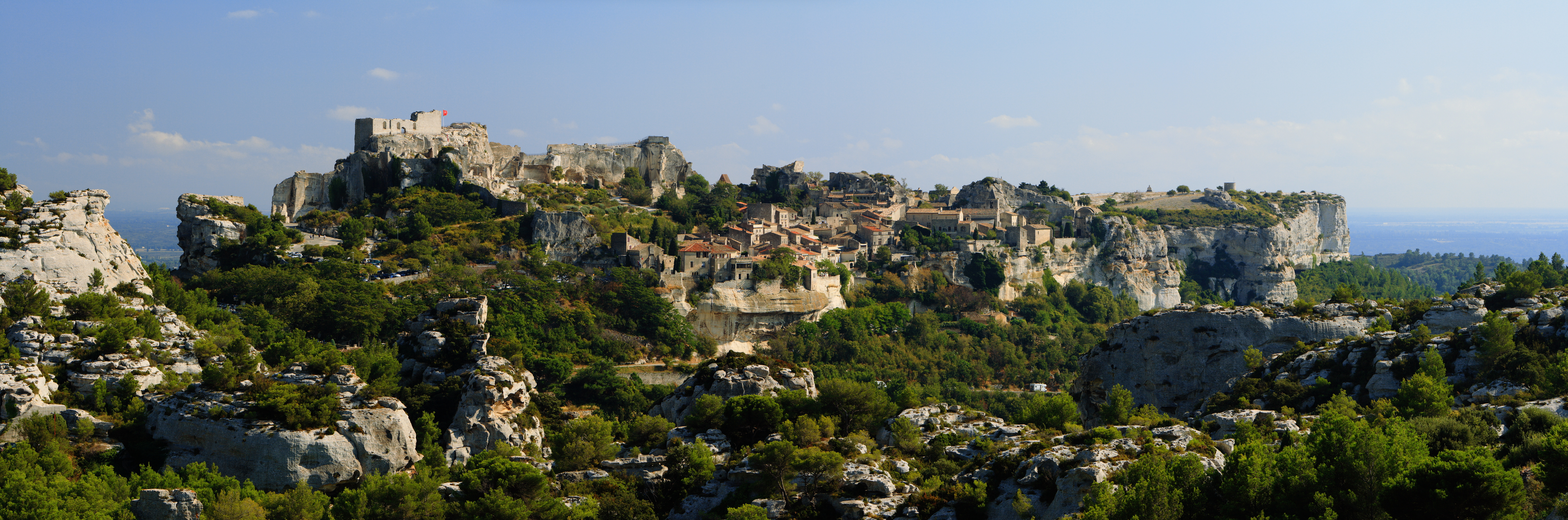
Ле-Бо-де-Прованс. На вершине гребня развалины замка Ле-Бо

Тем не менее, к XII веку дом де Бо усилился настолько, что смог принять активное участие в Прованских войнах и даже бросить вызов Барселонской династии. Длительный конфликт, известный как «Боссанские войны» (Guerres baussenques), закончился для де Бо тяжелым поражением, часть их земель была конфискована, 80 замков, в том числе и Бо, были разрушены.
Бертран I и его сыновья сумели частично восстановить могущество дома и вновь вступили в борьбу с графами Прованса, однако, к середине XIII века каталонцев сменили французы, которые прочно утвердились в Лангедоке и Провансе, смирив беспокойную местную знать и подчинив стремившиеся к независимости города.
Род де Бо, разделившийся в XIII—XIV веках на несколько ветвей, был вынужден смириться с господством анжуйцев, и даже сумел извлечь из него немалые выгоды, приняв участие в завоевании Сицилийского королевства и породнившись с королями Неаполя. Приобрели значительные земельные владения в Италии и занимали высшие государственные должности, при этом неоднократно поднимали мятежи, оправдывая свой девиз jamais vassal.
По-видимому, все линии рода угасли в XV—XVI веках; происхождение от династии де Бо ныне существующего итальянского дома дель Бальцо, принявшего имя и герб де Бо, нельзя считать доказанным.

## Старшая линия дома де Бо
Понс Древний
- Изон
  - Понс II
    - Понс Юный
      - Гуго I, сеньор де Бо
        - Гильом Гуго, сеньор де Бо
          - Раймонд I, сеньор де Бо. Жена: Стефанетта, дочь Жильбера, графа Прованса
            - Гуго II, сеньор де Бо
              - Раймонд II, сеньор де Бо

            - Бертран I (ум. 1180/1181), сеньор де Бо, принц Оранский. Жена: Тибурга II Оранская
              - Гуго III (ум. 1239/1240), сеньор де Бо, виконт Марселя. Жена: Барраль, дочь Раймонда Жоффруа, виконта Марселя
                - Барраль I (ум. 1268), сеньор де Бо, виконт Марселя. Жена: Сибилла д’Андюз
                  - Бертран I (ум. 1305), граф д’Авеллино, сеньор де Бо. 1-й брак: Филиппина де Пуатье, дочь Аймара III де Пуатье, графа де Валентинуа. 2-й брак: Агата де Мевуйон, сеньора де Брант, Каромб и Плезиан
                    - Раймонд I (ум. 1321), граф д’Авеллино, сеньор де Бо. Жена: Стефанетта де Бо, дочь Раймонда II де Бо, сеньора де Пюирикар
                      - Гуго I (ум. 1351), граф д’Авеллино, сеньор де Бо
                        - Роберт I (ум. 1353), граф д’Авеллино, сеньор де Бо
                        - Антуан (ум. 1374), сеньор д’Обань
                        - Раймонд II (ум. 1372), граф д’Авеллино, сеньор де Бо
                          - Алиса (ок. 1367—1426), графиня д’Авеллино, сеньора де Бо
                          - Жан (1373—1375), граф д’Авеллино, сеньор де Бо

                        - Франсуа (ум. 1390), барон д’Обань

                      - Сибилла (ум. до 1361). Муж: Жак Савойский (1315—1367), сеньор Пьемонта

                    - Гуго (ум. 1303), сеньор де Лориоль
                    - Сибилла (ум. 1360). Муж: Аймар V де Пуатье, граф де Валентинуа
                    - Беатриса (ум. 1324). Муж: Гиг де ла Тур дю Пэн (ум. 1319), барон де Монтобан
                    - (от 2-го брака) Барраль II (ум. 1331), сеньор де Брант, Каромб и Плезиан
                      - Жак (ум. после 1331), сеньор ди Лорето

                    - (от 2-го брака) Агу (ум. 1346), сеньор де Брант, Каромб и Плезиан
                      - Бертран (ум. 1374/1375). Жена: Екатерина де Бо, сеньора де Куртезон
                      - Амьель (ум. после 1374), сеньор де Каромб

                    - (от 2-го брака) Сесилия (ум. после 1342). Жена: Раймонд Гильом, сеньор де Бюдо

                  - Маркиза (ум. до 1270). Муж: Генрих II, граф де Родез
                  - Сесилия (ум. 1275). Муж: Амадей IV Савойский

                - Жильбер (ум. 1243). Жена: Сибилла Марсельская (ум. после 1261), сеньора Тулона
                - Алазасия (ум. до 1274). Муж: Гильом де Пертюи

              - Бертран (ум. 1201), сеньор де Мейрарг → линия де Мейрарг
              - Гильом I (ум. 1218), принц Оранский → Оранская линия

## Линия де Мейрарг
Происходит от второго сына Бертрана I — Бертрана, сеньора де Мейрарг. При его внуках разделилась на три ветви: Мейрарг-Пюирикар, Мариньян и Берр.
- Бертран I (ум. 1201), сеньор де Мейрарг, де Берр, де Мариньян и де Пюирикар. Жена: Стефанетта де Бо
  - Раймонд I (ум. 1236/1237), сеньор де Мейрарг и виконт Марселя. Жена: Алазасия Марсельская, дочь Гуго Жоффруа, виконта Марселя
    - Бертран II (ум. 1266), сеньор де Мейрарг и де Пюирикар
      - Гуго I (ум. 1304/1305), сеньор де Мейрарг
      - Раймонд II (ум. ок. 1320), сеньор де Пюирикар. Жена: Эсташи д’Этандар
        - Бертран III, сеньор де Пюирикар
        - Гильом Моне (ум. ок. 1335), сеньор де Пюирикар. Жена: Беатриса д’Андюз
          - Раймонд III (ум. ок. 1352), сеньор де Пюирикар. Жена: Блонда де Гриньян
          - Тасетта. Муж: Жеро Адемар, сеньор де Монтей (ум. 1359)

        - Элиза. Муж: 1) Эрменго де Сабран, граф ди Ариано (ум. 1310); 2) Джованни Руффо ди Субиако
        - Стефанетта (ум. ок. 1367). Муж: Раймонд I де Бо, граф д’Авеллино
        - Леония. Муж: Раймонд д’Агу, сеньор де Со

      - Алазасия. Муж: Бертран де Мевуйон
      - Беатриса. Муж: Генрих де ла Тур дю Пэн, сеньор де Вине
      - Санция. Муж: Педро де Кадаваль

    - Жильбер, сеньор де Мариньян → линия де Мариньян
    - Гильом I (ум. 1266/1267), сеньор де Берр → линия де Берр — д’Андрия

### Ветвь де Мариньян
- Жильбер I (ум. 1277), сеньор де Мариньян
  - Бертран. Жена: Беренгария де Гардан
  - Гуго (ум. ок. 1353), сеньор де Требийян. Жена: Санция де Требийян
    - Югетта. Муж: Бертран де Бранка, сеньор де Бодинар

  - Раймонд I (ум. ок. 1306), сеньор де Мариньян
    - Гуго, сеньор де Мариньян
    - Бертран, сеньор де Мариньян. Жена: Маргарита де Венаск
    - Жильбер II (ум. 1309), сеньор де Мариньян
      - Раймонд II, сеньор де Мариньян. Жена: Мария де Марсель, сеньора д’Оллиуль и д’Эвенос
      - Гильом I (ум. 1370), сеньор де Мариньян. Жена: Белинда Уголен
        - Франсуа (ум. 1435/1437), сеньор де Мариньян. Жена: Юрбена д’Агу
          - Маргарита, аббатиса Сент-Клера в Марселе
          - Алиса (ум. ок. 1455). Муж: Жак де Пасси

        - Гильом (ум. 1432), сеньор де Майан и де Ламбеск. Жена: 1) Югетта Рикар; 2) N, дочь Раймонда дю Тора
          - Гильом II (ум. 1478), сеньор де Мариньян и де л’Иль. Жена: Елена де Сад
            - Жан (ум. 1471). Жена: Агнесса де Тегрен
              - Анна (ум. после 1513). Муж: Гильом де Понтев, сеньор де Бюу

            - Маргарита. Муж: Луи Сор, буржуа из Марселя

        - Фанетта. Муж: Изнар де Понтев, сеньор де Ламбеск

      - Элеонора (ум. ок. 1340). Муж: Гильом де Бо, сеньор де Берр (ум. 1344)

### Ветвь де Берр — д’Андрия — ди Кастро и Удженто
- Гильом I (ум. 1266/1267), сеньор де Берр
  - Гильом, епископ Трои
  - Бертран II (ум. 1309), сеньор де Берр, барон де Трогессана
    - Гуго (ум. 1334), сеньор де Монфор, ди Тиана и Пиччано. Жена: 1) NN; 2) Изоарда де Бо, сеньора де Годиссар; 3) Режиоль де Бюдо
      - Беатриса (от 1-го брака). Муж: 1) Бертран Порселе; 2) Гильом Арно де Монпеза

    - Гильом II (ум. ок. 1344), сеньор де Берр. Жена: Элеонора де Бо
    - Бертран III (ум. 1351), сеньор де Берр, граф Андрии и Монтескальозо. Жена: 1) Беатриса Анжуйская, дочь Карла II, короля Неаполя; 2) Маргарита д’Онэ, дочь Вилена II д’Онэ, барона Аркадии
      - Мария (ум. 1347), от 1-го брака. Муж: Умберт II, дофин Вьеннский (ум. 1355)
      - Гильом (от 2-го брака), барон де Берр и де Миссон
      - Франсуа I (ок. 1330—1422), герцог Андрии. Жена: 1) Маргарита Тарентская, дочь Филиппа I Тарентского; 2) Свева, дочь Николо дель Бальцо-Орсини, графа Нолы
        - (от 1-го брака) Жак (1353—1384), принц Тарентский и Ахейский, деспот Романии, сеньор Албании и Корфу, титулярный император Константинополя. Жена: Агнеса, дочь Карла II, герцога Дураццо
        - (от 1-го брака) Антония (ум. 1374). Муж: Федериго III, король Сицилии
        - (от 2-го брака) Гильом II (ум. ок. 1444), герцог Андрии. Жена: Мария Брунфорта
          - Франсуа II (ок. 1410—1482), герцог Андрии. Жена: Санция ди Кьярамонте, графиня ди Копертино
            - Пирро (ум. после 1487), герцог Андрии, принц д’Альтамура. Жена: Мария Доната дель Бальцо-Орсини
              - Федериго, граф Ачерры. Жена: Констанца д'Авалос
              - Изотта Джиневра (ум. 1530), принцесса д’Альтамура. Муж: Пьетро де Гевара, маркиз дель Васто
              - Антония (ок. 1461—1538). Муж: Джанфранческо Гонзага, граф ди Саббионетта (ум. 1498)
              - Изабелла (ум. 1533). Муж: Федериго II, король Неаполя

            - Анджильберто (ум. после 1487), герцог ди Нардо. Жена: Антония Сансеверино, графиня Кастро и Удженто
              - Джанпаоло (ум. после 1487), граф Удженто. Жена: Франческа де Гевара, дочь Иньиго де Гевары, маркиза дель Васто, графа ди Арьяно
              - Гульельмо (ум. после 1497), граф ди Ноа
              - Раймондо (ум. 1515), граф Кастро и Удженто. Жена: Лаура Колонна
                - Франческо (ум. 1530), граф Кастро и Удженто. Жена: Бриза Карафа
                  - Антония. Муж: Франческо Баррезе и Сантапау, маркиз ди Ликодия, принц ди Бутера

              - Елена. Муж: Гальсеран де Рикизенс, граф д’Авеллино
              - Екатерина. Муж: Джордано Колонна, герцог Марси
              - Изабелла (ум. 1498). Муж: Георгий II Бранкович (ум. 1516), титулярный деспот Сербии
              - Маргарита. Муж: Джованни Франческо дель Бальцо, граф ди Алессано

        - Маргарита де Бо (ок. 1394—1469). Муж: Пьер I де Люксембург-Сен-Поль (ум. 1433), граф де Сен-Поль и де Бриенн
        -  ? Бьянкино, родоначальник дома дель Бальцо

      - Изабелла (ум. 1379). Муж: Антонио Сансеверино, граф ди Марсико (ум. 1384)
      - Екатерина. Муж: Онорато Каэтани, граф ди Фонди (ум. 1400)
      - Бланка. Муж: Жан д'Энгиен, граф ди Кастро (ум. 1380)

    - Изоарда. Муж: Понс Мовуазен де ла Пэн (ум. 1346)

  - Барраль. Муж: Барраль де Понтев
  - Беатриса (ум. ок. 1308). Муж: Иснар д’Агу, сеньор де Со

## Оранская линия

Герб линии де Бо д’Оранж

- Гильом I (ум. 1218), принц Оранский. Жена: 1) Эрменгарда де Мевуйон; 2) Алиса Элуа
  - (от 1-го брака) Раймонд I (ум. 1282), принц Оранский. Жена: Мальбержона д’Э, сеньора де Кондорсе
    - Гильом (ум. ок. 1281). Жена: Гиза де Люнель
      - Стефанетта. Муж: Бертран III де Бо, сеньор де Куртезон, принц-соправитель Оранский

    - Бертран IV (ум. 1314), принц Оранский. Жена: Элеонора Женевская, дочь Генриха Женевского
      - Гильом (ум. 1312). Жена: Тибурга д’Андюз
        - Бертран (ум. ок. 1342), сеньор де Сериньян и де Кондорсе
        - Гильом (ум. 1361), сеньор де Сериньян и де Кондорсе. Жена: Маркиза Альбарон
          - Жан, сеньор де Сериньян. Жена: Флоранс де Сен-Марсьяль
            - Екатерина, сеньора де Сериньян. Муж: Раймонд де Лоден, сеньор де Лер, де Монфокон и де Рошфор
            - Гильом, бастард де Бо, барон де Сериньян

          - N. Муж: Руджеро Сансеверино, граф ди Милето

      - Раймонд IV (ум. 1340), принц Оранский. Жена: Анна Вьеннская
        - Раймонд V (ум. 1393), принц Оранский. Жена: 1) Констанция де Триан; 2) Жанна Женевская
          - Мария (ум. 1417), принцесса Оранская. Муж: Жан III де Шалон-Арле, принц Оранский (ум. 1418)

        - Бертран (ум. 1380), сеньор де Жигонда. Жена: Блонда де Гриньян
          - Маргарита, баронесса де Везенобр. Муж: 1) Гильом д’Юзес; 2) Гуго де Салуццо, сеньор де Монтжай
          - Беатриса. Муж: Гильом де Грано, сеньор де Вальреа
          - Югетта. Муж: 1) Пьер Беллон; 2) Дедье, сеньор де Безиньян

        - Гиг (ум. ок. 1390), каноник в Льеже и Реймсе
        - Гильом (ум. 1390), сеньор де Кондорсе. Жена: Жирода д’Ансезюн
          - Гильом (ум. 1427), сеньор де Сен-Роман-де-Мальгард
          - Екатерина. Муж: Алеман де Риветт
          - Анетта (ум. ок. 1428), сеньора д’Ансезюн. Муж: Инель Роллан

      - Изабелла. Муж: Раймонд д’Агу (ум. 1321)
      - Беатриса. Муж: Гильом де Полиньяк, сеньор де Рандон и де Люк
      - Екатерина (ум. ок. 1320). Муж: Раймонд де Чева, сеньор де Венаск
      - Стефания (ум. ок. 1370). Муж: Гуго Адемар, сеньор де Монтей
      - Тибурга (ум. ок. 1314). Муж: Жиро Амик, сеньор дю Тор
      - Маргарита. Муж: Бертран V де Бо, сеньор де Куртезон (ум. 1345)

  - (от 2-го брака) Гильом II (ум. ок. 1239), принц-соправитель Оранский → ветвь Оранж-Куртезон

### Ветвь Оранж-Куртезон
- Гильом II (ум. ок. 1239), принц-соправитель Оранский. Жена: Прециоза N
  - Бертран II (ум. 1246), принц-соправитель Оранский
  - Гильом III (ум. 1256/1257), принц-соправитель Оранский, сеньор де Куртезон. Жена: Гибурга де Мевуйон
  - Раймонд II (ум. 1278/1279), принц-соправитель Оранский, сеньор де Куртезон.
    - Бертран III (ум. 1305), принц-соправитель Оранский, сеньор де Куртезон. Жена: 1) Стефанетта де Бо; 2) Бертранда Жиро
      - Раймонд VI (ум. 1332), сеньор де Куртезон. Жена: 1) Сибилла д’Андюз; 2) Констанция де Монтолье
        - (от 1-го брака) Бертран VI (ум. 1347), сеньор де Куртезон. Жена: Маргарита де Роана
          - Екатерина (ум. 1394), сеньора де Куртезон. Муж: Бертран де Бо, сеньор де Брант, Каромб и Плезиан

        - (от 1-го брака) Изоарда. Муж: Гуго де Бо де Берр

      - Бертран V (ум. 1345), сеньор де Куртезон. Жена: Маргарита де Бо, дочь Бертрана IV, принца Оранского
      - Гуго (ум. 1315), граф Солето. Жена: Якопа дела Марра
        - Раймонд (ум. 1375), граф Солето. Жена: 1) Маргарита д’Аквино; 2) Изабелла д’Апиа
        - Свева. Муж: Роберто Орсини, граф Нолы. От этого брака происходит линия дель Бальцо-Орсини
        - Беатриса. Муж: Франческо дела Ратта, граф Казерты

      - Амьель I (ум. до 1336), барон ди Авелла. Жена: Франческа ди Авелла → линия Алессано

    - Раймонд III (ум. ок. 1339), титулярный принц-соправитель Оранский, сеньор де Сюз. Жена: 1) Екатерина де Лагонесс; 2) Маргарита д’Асколи
      - Амьель, сеньор де Сюз. Жена: Альбарона д’Агу
        - Раймонд VII, сеньор де Сюз. Жена: Сесилия де Мевуйон
          - Амадей

        - Изабелла (ум. после 1417). Муж: Барраль де Понтев

### Ветвь Алессано
- Амьель I
  - Бертран (ум. 1336), барон д’Авелла. Жена: Екатерина д’Ольне
  - Жан Теоден
    - Раймонделло (ум. 1412), барон ди Рутино, сеньор Мольфетты. Жена: Маргарита делль Амендола
      - Джакомо I (ум. ок. 1448), барон ди Рутино, сеньор Мольфетты. Жена: 1) Ванелла Дзурло; 2) Маргарита д’Алессано
        - 1) Джакомо II (ум. 1444), сеньор Мольфетты. Жена: Ковелла ди Токко, дочь Гульельмо III, графа ди Мартина
          - Раймондо III (ум. 1490), граф ди Алессано. Жена: Антоника де Горретис
            - Джанфранческо (ум. 1503), граф ди Алессано. Жена (1474): Маргерителла дель Бальцо, дочь Анджильберто дель Бальцо, графа де Кастро и Удженто
              - Раймондо IV (ум. 1516), граф ди Алессано
              - Бернардино II ум. 1524), граф ди Алессано. Жена (1504): Изабелла Аквавива Арагонская, дочь Джованни Франческо, маркиза де Битонто
              - Антоника (ум. 1547), графиня Алессано. Муж: Ферранте ди Капуа, герцог Термоли и князь Мольфетты

            - Бернардино I (ум. 1498)
            - Джакопо, епископ Алессано и сеньор Карпиньяно
            - Раймонделла. Муж (1467): Маттео ди Капуа, граф ди Палена
            - Мария. Муж (1474): Бернабо делла Марра

          - Екатерина. Муж: Джованни Джакомо Караччоло из рода графов Сант-Анджело
          - Лукреция (ум. после 1504). Муж: Джакомо Караччоло, герцог Каджано
          - Джованелла. Муж: Кола ди Монфорте, неаполитанский патриций
          - Маргарита. Муж: Сципионе Пандоне, граф ди Венафро

        - 2) Раймондо II, граф Алессано. Жена: Ковелла Санфрамондо

    - Берар
    - Франсуа
    - Амьель «Бастард де Бо», сеньор Монтелонго

  - Жанна (ум. после 1347). Муж: Никола де Жуанвиль, граф ди Сант-Анджело
  - Екатерина (ум. после 1342). Муж: 1) Вильям Скотт; 2) Маттео из рода графов Челано
  - Маргарита. Муж: 1) Руджеро Сансеверино, граф ди Марсико; 2) Филиппо Стендардо

## Память
Гордость и мятежный дух семьи де Бо сделали её легендой истории Прованса. Уже один из первых провансальских историков Жан де Нострдам посвятил немало страниц своего труда прославлению этого рода. В XIX веке Фредерик Мистраль в благородной попытке возродить язык и спасти от забвения самобытную культуру своего народа, обратился к славным страницам прошлого родной земли, и воздал хвалу дому де Бо в своей поэме Calendau.